# دانی هیگینباتم
دانی هیگینباتم (انگلیسی: Danny Higginbotham؛ زادهٔ ۲۹ دسامبر ۱۹۷۸) یک بازیکن فوتبال اهل بریتانیا است.